# Gołąb (gmina)
Gołąb – dawna gmina wiejska istniejąca do 1954 roku w woj. lubelskim. Siedzibą władz gminy był Gołąb.
Gmina Gołąb powstała za Królestwa Polskiego – 31 maja 1870 w powiecie nowoaleksandryjskim z lewobrzeżnej (w stosunku do Wieprza) strony likwidowanej gminy Iwanowskie Sioło (wsie Bonów, Borowa, Gołąb, Niebrzegów, Nieciecz, Skoki i Wólka Gołębska) oraz ze wsi Wronów z gminy Nowa Aleksandria i wsi Bałtów z gminy Żyrzyn. 1 kwietnia 1927 wieś Bałtów włączono z powrotem do gminy Żyrzyn.
W okresie powojennym gmina należała do powiatu puławskiego w woj. lubelskim. Według stanu z dnia 1 lipca 1952 roku gmina składała się z 6 gromad.
Gmina została zniesiona 29 września 1954 roku wraz z reformą wprowadzającą gromady w miejsce gmin. Jednostki nie przywrócono 1 stycznia 1973 roku po reaktywowaniu gmin.